# Королівський суд Швеції
Королівський суд Швеції (швед. Kungliga Hovstaterna) — це офіційна назва організації (королівських сімей), які підтримують монарха Швеції та королівського дому. Монарх, в даний час Його Величність Король Швеції Карл XVI Густаф, є главою Королівського суду.

## Організація
Королівський суд розділений на сегменти — * Судова адміністрація (швед. Hovstaten) та
- Палацова адміністрація (швед. Slottsstaten):[2][3]

1. Голова Королівського суду — Король Швеції (Король Швеції Карл XVI Густаф)
2. Управління риксмаршала
3. Управління маршалка Королівського суду[4]
4. Королева Королівського Дому (Королева Швеції Сільвія)[5]
5. Кронпринцеса Королівського Дому (Кронпринцеса Швеції Вікторія)[6]
6. Герцогиня Королівського Дому (Герцогиня Ліліан)[7]
7. Відділ інформації[8]
8. Гофмаршал
9. Державна церемонія[9]
10. Королівська родина
11. Королівський державний медик
12. Офіс губернатора королівських палаців[10]
13. Королівські стайні[11]
14. Стокгольмська королівська палацова адміністрація
15. Управління палацу Дроттнінгхольм
16. Гріпсгольмська замкова адміністрація
17. Ульріксдальське управління
18. Королівська Юргорденська адміністрація
19. Королівська колекція з бібліотекою Бернадотте[12]
20. Казначейство[13]
21. Збройна палата
22. Придворні господарі
23. Стюард королівського двору
24. Лакей королівського двору

та інші.
Король є суверенним головою, і в розпорядженні він має службовий персонал, раду короля та королівський двір. Маршал є головуючим у всіх операціях з іншими департаментами Королівського Суду, які підзвітні йому. Він несе відповідальність перед королем щодо діяльності всієї організації Королівського суду.

## Фінансування
- Державний бюджет Суду в 2010 р. склав 125 млн. шведських крон, з яких 51 відсоток пішов на судове адміністрування та 49 відсотків на палацове адміністрування. Ці гроші включають фінансування заробітної плати працівникам і представницькі функції, такі як різні офіційні та державні візити королівської сім'ї[16].
- У грудні 2011 р. оголошено у парламенті, що уряд повинен провести огляд зі згоди маршала Управління королівської сім'ї, і що розгляд справ повинен сприяти підвищенню прозорості діяльності королівської родини[17][18].

## Галерея

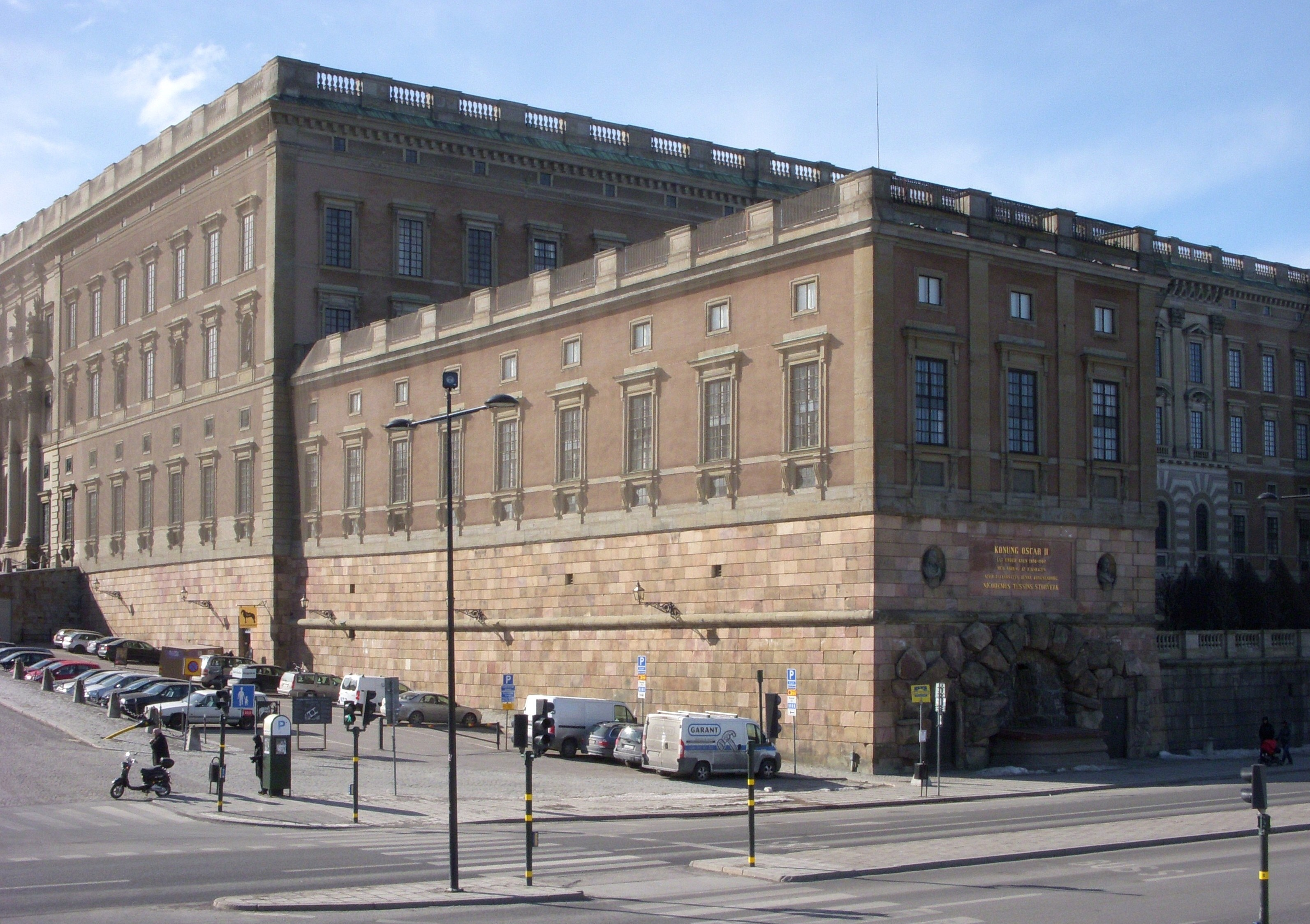
Королівський суд має свої приміщення в Стокгольмі (у південному крилі будівлі замку)
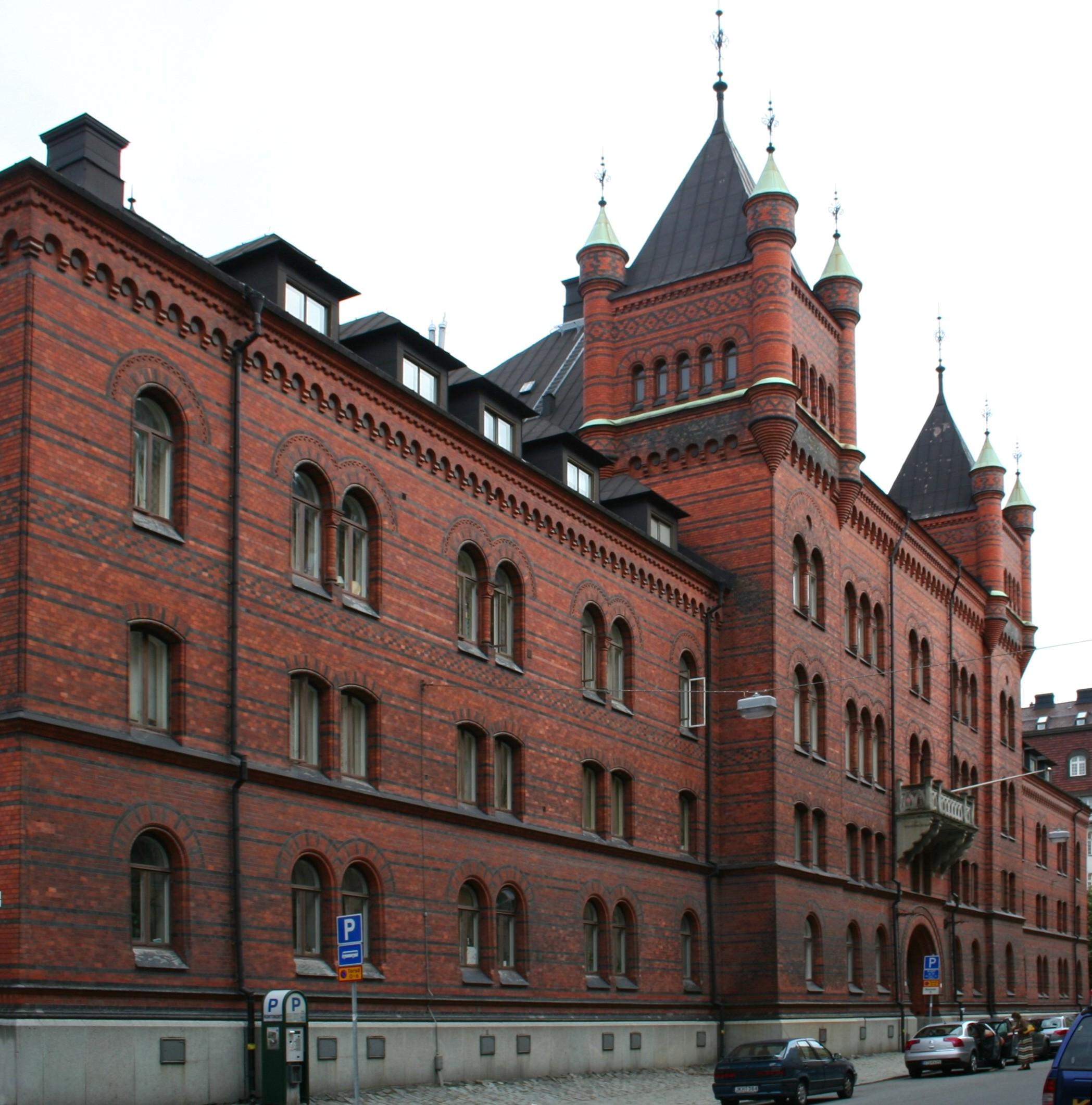
Королівські стайні в Стокгольмі